# Pawiloma penancora
Pawiloma penancora är en insektsart som beskrevs av Young 1977. Pawiloma penancora ingår i släktet Pawiloma och familjen dvärgstritar. Inga underarter finns listade i Catalogue of Life.